# Primitivo

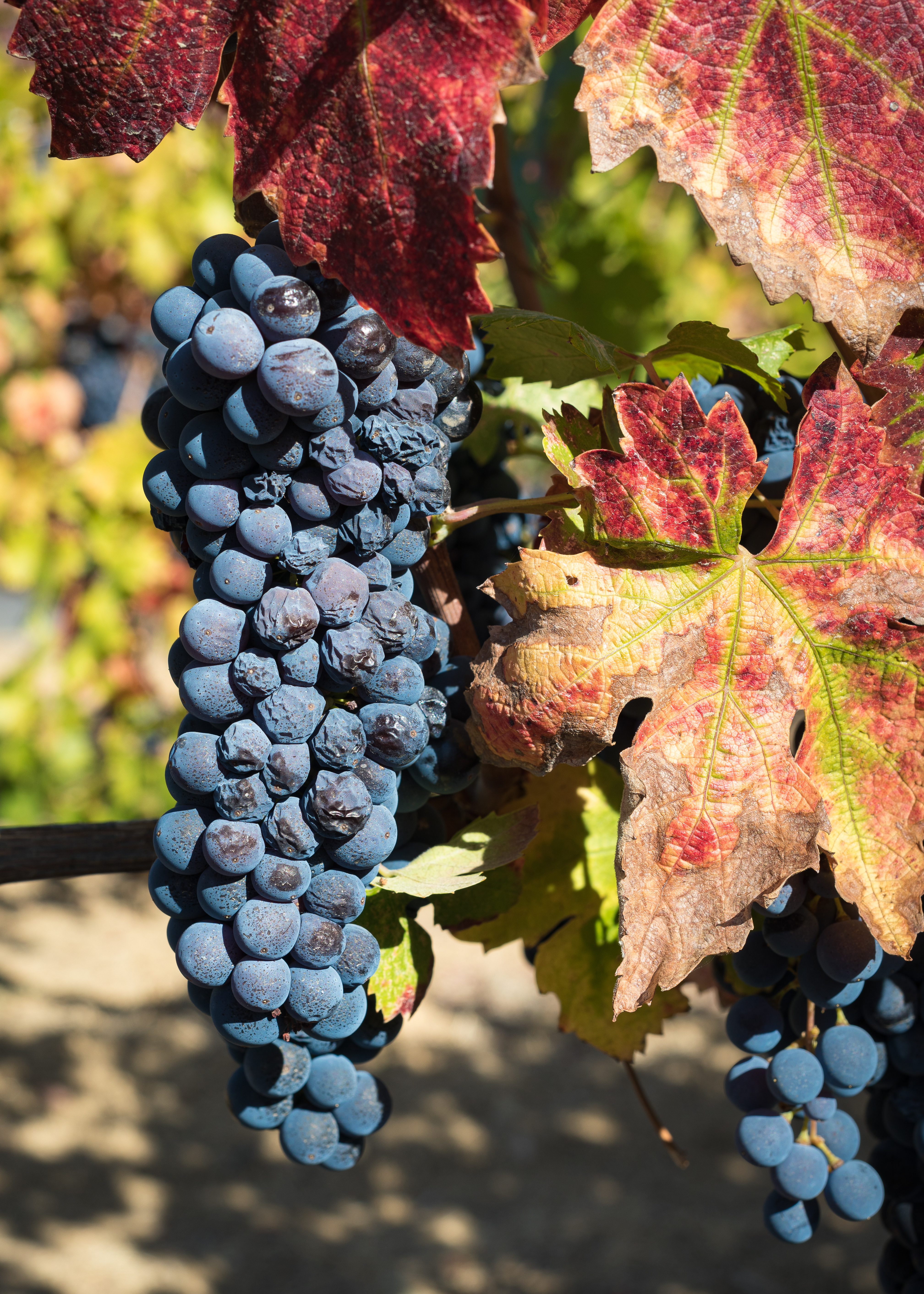
Zralé hrozny odrůdy Zinfandel v Kalifornii

Primitivo (v Itálii) neboli Zinfandel (v USA), uváděná i pod dalšími názvy, je odrůda vinné révy s modře zbarvenými bobulemi. Původně se mělo za to, že jde o několik různých odrůd, pomocí genetických analýz však bylo zjištěno, že jde o jediný typ původem z chorvatské odrůdy Crljenak kaštelanski, známé již v 15. století. Víno je tmavé a dozrává brzy, z čehož zřejmě pochází i jeho italský název. V Itálii se sklízí již od půlky srpna nejpozději do poloviny září. Další názvy této odrůdy jsou Vranac, Zagarese a jiné.
Jméno odrůdy je odvozeno od jeho prvního zrání, kdy odrůda zraje jako první.

## Kategorie
Primitivo má další poddruhy podle místa, kde víno roste.

### Primitivo di Manduria
Jedná se o Primitivo z oblasti Mandurie. Poprvé bylo označeno v roce 1974.

#### Charakteristika
Jedná se o hřejivé, bohaté a plné víno s výraznou ovocnou vůní švestek, višní v alkoholu, borůvkového džemu, sušených květin, kořenitých tónů a nezaměnitelným nádechem středomořské vegetace.
Přestože má vysoký obsah alkoholu, jeho chuť je strukturovaná, hřejivá, příjemně tříslovitá, jemně kyselá, lehce slaná a výborně vyvážená. Nabízí hloubku i vynikající pitelnost.
V mládí má Primitivo di Manduria sytě purpurovou barvu a výrazně ovocný charakter. S věkem se jeho odstín mění k granátové až cihlové barvě a objevují se typické terciární aromatické tóny.
Párování s jídlem
Ideálně se páruje s paellou, jehněčími kebaby, noky s boloňskou omáčkou, hamburgerem, pečenými lasagnemi, lanýžovým rizotem nebo těstovinami all’Amatriciana. 